# Kot rabina
Kot rabina (fr. Le Chat du rabbin) – francuska seria komiksowa autorstwa Joanna Sfara, ukazująca się w oryginale od 2002 nakładem wydawnictwa Dargaud. W Polsce dwa pierwsze tomy Kota rabina opublikowało wydawnictwo Post, następnie Wydawnictwo Komiksowe wydało tomy 1–5 w zbiorczym tomie i tom 6. osobno, a od tomu 7. serię publikuje wydawnictwo Timof i cisi wspólnicy. 

## Fabuła
Akcja komiksu rozgrywa się we Francji i w Algierii na początku XX wieku. Kot algierskiego rabina połknął gadającą papugę i w ten sposób otrzymuje dar mowy. Nawiązuje filozoficzny dialog ze swoim właścicielem. Pragnie stać się wyznawcą judaizmu, by przypodobać się Zlabyi, córce rabina. Pozornie fantastyczna historia dotyka wiele przemilczanych na co dzień spraw związanych z religią. Seria osiągnęła sukces także poza kręgiem miłośników komiksów, przede wszystkim ze względu na nieskrępowane komentarze dotyczące judaizmu i niekonsekwencji w jego przestrzeganiu, ale także różnych postaw: ortodoksyjnej i laickiej w świecie żydowskim.

## Tomy
| Tom | Tytuł i rok I wydania polskiego                   | Tytuł i rok I wydania oryginalnego        | Uwagi                                                             |
| --- | ------------------------------------------------- | ----------------------------------------- | ----------------------------------------------------------------- |
| 1   | Bar Micwa (2004)                                  | Le Bar-Mitsva (2002)                      | W 2013 tomy 1–5 ukazały się po polsku w jednym zbiorczym albumie. |
| 2   | Malka Lwi Król (2005)                             | Le Malka des lions (2002)                 | W 2013 tomy 1–5 ukazały się po polsku w jednym zbiorczym albumie. |
| 3   | Wygnanie (2013)                                   | L’Exode (2003)                            | W 2013 tomy 1–5 ukazały się po polsku w jednym zbiorczym albumie. |
| 4   | Raj na ziemi (2013)                               | Le Paradis terrestre (2005)               | W 2013 tomy 1–5 ukazały się po polsku w jednym zbiorczym albumie. |
| 5   | Afrykańska Jerozolima (2013)                      | Jérusalem d'Afrique (2006)                | W 2013 tomy 1–5 ukazały się po polsku w jednym zbiorczym albumie. |
| 6   | Nie będziesz miał bogów cudzych przede mną (2015) | Tu n'aura pas d'autre dieu que moi (2015) |                                                                   |
| 7   | Wieża Bab-El-Oued (2019)                          | La Tour de Bab-El-Oued (2017)             |                                                                   |
| 8   | Koszyczek migdałów (2019)                         | Petits paniers aux amandes (2018)         |                                                                   |
| 9   | Królowa szabatu (2020)                            | La Reine de Shabbat (2019)                |                                                                   |
| 10  | Wracajcie do siebie! (2021)                       | Rentrez chez vous! (2020)                 |                                                                   |
| 11  | Biblia dla kotów (2022)                           | La Bible pour les chats (2021)            |                                                                   |
| 12  | Przejście przez Morze Czarne (2024)               | La Traversée de la mer Noire (2023)       |                                                                   |

## Ekranizacja
W 2011 miała miejsce premiera filmu animowanego Kot rabina w reżyserii Joanna Sfara i Antoine'a Delesvaux.